# Jefferson Farfán
Jefferson Augustín Farfán Guadalupe, född 26 oktober 1984 i Lima, är en peruansk före detta fotbollsspelare.

## Karriär
Farfán blev professionell fotbollsspelare i Lima-klubben Alianza Lima där han spelade till och med säsongen 2003-2004. Han köptes därefter av den nederländska klubben PSV Eindhoven för två miljoner euro. Den 10 juli 2008 presenterade Schalke 04 att Farfán skrivit på ett fyraårskontrakt med klubben.
Under Jeffersons tid i Shalke 04 utvecklades han till att bli en av Perus bästa spelare genom tiderna. Han blev känd för sin explosivitet, fysiska styrka, farliga skott och en bra blick för spelet.
Jefferson Farfán skrev 2015 på för den arabiska klubben Al Jazira Club.
Den 16 december 2022 meddelade Farfán att han avslutade sin fotbollskarriär.

## Statisktik
| Klubb          | Säsong | Inhemsk liga | Inhemsk liga | Inhemsk cup | Inhemsk cup | Europeisk tävling | Europeisk tävling | Totalt | Totalt |
| Klubb          | Säsong | Fram         | Mål          | Fram        | Mål         | App               | Mål               | Fram   | Mål    |
| -------------- | ------ | ------------ | ------------ | ----------- | ----------- | ----------------- | ----------------- | ------ | ------ |
| Schalke 04     | 11-12  | 19           | 3            | 1           | 0           | 10                | 0                 | 30     | 3      |
| Schalke 04     | 10-11  | 28           | 3            | 6           | 3           | 10                | 4                 | 44     | 10     |
| Schalke 04     | 09-10  | 33           | 8            | 3           | 0           | 0                 | 0                 | 36     | 8      |
| Schalke 04     | 08-09  | 31           | 8            | 3           | 3           | 5                 | 0                 | 39     | 11     |
| Schalke 04     | Total  | 111          | 22           | 13          | 6           | 25                | 4                 | 149    | 32     |
| PSV Eindhoven  | 07-08  | 29           | 7            | 0           | 0           | 9                 | 2                 | 38     | 9      |
| PSV Eindhoven  | 06-07  | 30           | 21           | 1           | 1           | 5                 | 0                 | 36     | 18     |
| PSV Eindhoven  | 05-06  | 30           | 21           | 0           | 0           | 8                 | 2                 | 38     | 23     |
| PSV Eindhoven  | 04-05  | 28           | 8            | 0           | 0           | 12                | 1                 | 40     | 9      |
| PSV Eindhoven  | Total  | 117          | 57           | 1           | 1           | 34                | 5                 | 152    | 63     |
| Alianza Lima   | 2004   | 19           | 14           |             |             |                   |                   |        |        |
| Alianza Lima   | 2003   | 33           | 12           |             |             |                   |                   |        |        |
| Alianza Lima   | 2002   | 24           | 2            |             |             |                   |                   |        |        |
| Alianza Lima   | 2001   | 1            | -            |             |             |                   |                   |        |        |
| Alianza Lima   | Total  | 77           | 28           |             |             |                   |                   |        |        |
| Karriär totalt |        | 305          | 107          | 14          | 7           | 59                | 9                 | 378    | 123    |